# La Germanie
Pour les articles homonymes, voir Germanie (homonymie).

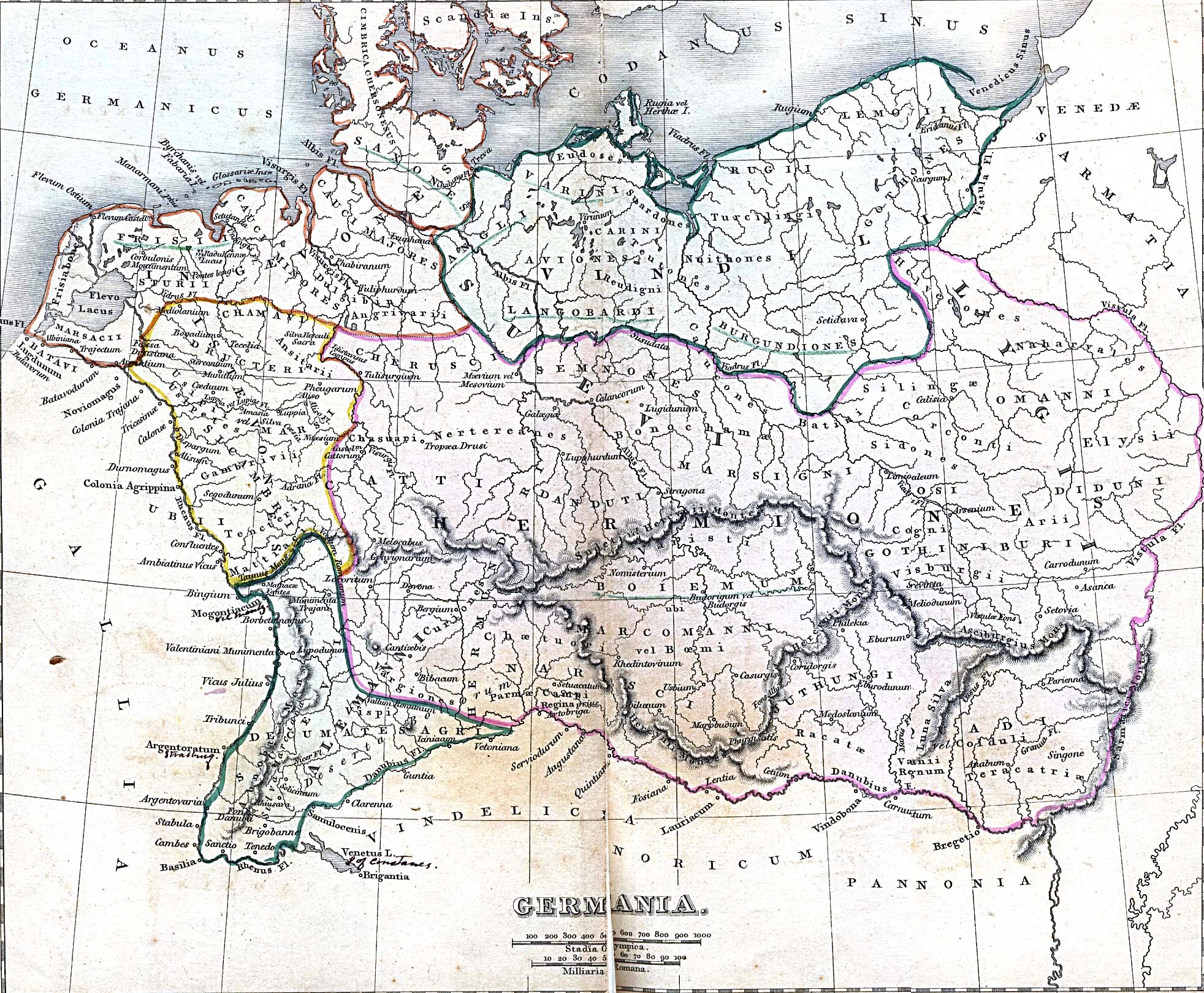
Carte de la Germanie antique dans un livre de Harper and Brothers (éditeur à New-York) en 1849.

La Germanie ou L’Origine et le Pays des Germains (en latin De Origine et Situ Germanorum) est un court traité de l'historien romain Tacite écrit aux alentours de l'an 98 et consacré aux tribus germaniques vivant au-delà des frontières de l'Empire romain. Tacite y brosse un portrait ambigu des « barbares » : la description de leur cruauté et de leur sauvagerie constitue aussi, en creux, une critique de l'indolence et du luxe latin.
Dès la fin du Moyen Âge, la réception de La Germanie est marquée par la lutte entre le Saint-Empire romain germanique et Rome. Le livre est lu comme une apologie des Germains, selon le modèle du « bon sauvage », qui est opposé aux vices de Rome. En 1500, Conrad Celtes publie l'ouvrage, attaquant de façon assez explicite le Sud latin et le Pape et défendant au contraire les Allemands rugueux et l'empereur. Participant ainsi à la modification de l'image des Germains et de la forêt, qui, de sauvage devient idyllique, La Germanie joua un rôle central dans le nationalisme allemand. À la fin de la guerre de Trente Ans (1618-48), il existait ainsi 26 éditions différentes du traité. Il finit par faire l'objet de tentatives de récupération par les nazis, notamment de la part de l'Ahnenerbe de Himmler.

## Contenu

### Résumé
Les traités d'ethnologie ont une longue histoire dans la littérature classique et La Germanie s'inscrit parfaitement dans cette tradition établie par des auteurs tels que Hérodote ou Jules César. Tacite lui-même s'était déjà essayé à ce style : il avait écrit un court essai sur le pays et les peuples de Bretagne dans son ouvrage La vie d'Agricola (chapitres 10-13).
La Germanie commence avec une description du territoire, des lois et des coutumes des peuples germaniques (chapitres 1-27), enchaîne avec une description de chaque nations (chapitres 28-46), en commençant par les plus proches de l'Empire romain et en terminant par les peuples les plus éloignés situés sur les rives de la Baltique tels que les Aesti qui ramassent l'ambre ou les primitifs et sauvages Fenni (en).

### Tables des matières
La Germanie est construite de cette façon :
1. Partie principale: le pays et le peuple germain (1 – 27)
  1. Description du pays et origine des Germains (1 – 5)
    1. Histoire antérieure (2 – 4)

  2. Coutumes et institutions (6 – 27)
    1. Description générale (6 – 15)
      1. Tactiques de guerre (6 – 8)
      2. Religion (9 – 10)
      3. Les organisations politiques (11 – 13.1)
      4. Hiérarchie (13.2 - 15)

    2. La vie privée et la vie en communauté (16 – 27)
      1. Foyer et famille (16 – 21)
      2. Occupations
        1. Temps libre (22 – 24)
        2. Structure de la société (25 – 26)

      3. Les rituels funèbres (27.1)

  3. Transition (27.2)
2. Partie spécifique : les différents peuples germaniques (28 – 46)
  1. Nations de la zone frontalière occidentale et méridionale (28 – 29)
  2. Les peuples non-suèves (30 – 37)
    1. Les peuples situées entre le Rhin et la Weser (30 – 34)
    2. Peuples situées entre la Weser, l'Elbe et la mer du Nord (35 - 37)

  3. Peuples suèves (38 – 45)
    1. Caractéristiques (38)
      1. Nations de l'intérieur du pays et du nord situées entre l'Elbe et l'Oder (39 - 40)
      2. Nations du sud et du sud-est près du Danube (41 – 43.1)
      3. Nations de l'est situées entre l'Oder et la Vistule (43.2 – 4)
      4. Nations situées sur la côte de la mer du Nord (44 – 45)

  4. Peuples non-germaniques aux frontières orientale et septentrionale (46)

## Analyse du discours de Tacite
La Germanie est un essai ethnographique mais il contient également des éléments typiques du traité de morale et du pamphlet politique car Tacite utilise la Germanie comme un miroir pour Rome. Cependant, son objectif principal est de mettre en évidence les dangers que les Germains représentent pour l'Empire romain. Il est particulièrement intéressé par la frontière avec les Germains parce qu'il est persuadé que ces peuples sont une menace et parce que la Région offre la possibilité d'étendre l'Empire.
La description du caractère germain par Tacite est très favorable par rapport à l'opinion des autres Romains de l'époque. Il trouve en effet que la monogamie stricte et la chasteté des coutumes maritales germaniques sont dignes de louange vis-à-vis de ce qu'il voit comme le vice et l'immoralité rampante de la société romaine (chapitre 18). Il admire également leur hospitalité, leur simplicité et leur bravoure au combat. Ces traits caractéristiques sont tous soulignés à cause de la similarité avec l'idéal des vertus romaines. Le portrait brossé par Tacite n'est cependant pas entièrement positif car il fustige les Germains pour ce qu'il voit comme leur habituelle ivrognerie, paresse et barbarie, entre autres choses.
Dans le même ordre d'idées, Tacite montre les Germains comme un ensemble presque homogène avec une unité géographique, culturelle et politique car il veut montrer ses craintes par rapport à ce qu'il considère comme la plus grande menace pour l'Empire mais aussi parce qu'il veut appeler les Romains à plus de vertus et à plus de combativité.

## Sources de l'auteur
L'auteur n'étant jamais allé en Germanie, les informations dont il dispose sont au mieux de seconde main. L'historien Ronald Syme a émis l'hypothèse que Tacite aurait copié en grande partie l'ouvrage aujourd'hui disparu « Bella Germaniae » écrit par Pline l'Ancien. Syme justifie son hypothèse par un passage quelque peu périmé de Germanie où Tacite présente les tribus du Danube comme des alliés de l'Empire, alors que leur défection en 89 lors de la guerre contre les Daces avait fortement modifié la politique frontalière de l'Empire romain :

« they are loyal clients of the Empire. . . . Which is peculiar. The defection of these peoples in the year 89 during Domitian's war against the Dacians modified the whole frontier policy of the Empire. »

Les spécialistes citent aussi d'autres sources possibles pour Tacite : César et ses « Commentaires sur la guerre des Gaules », Strabon, Diodore de Sicile, Posidonios et Aufidius Bassus (en).
Il semble aussi que Tacite ait réussi à obtenir de précieux témoignages directs qui lui permirent de décrire le commerce alors florissant de l'ambre sur les rives de la Baltique. Sans doute des témoignages de marchands ou de soldats ayant traversé le Rhin.
Pour sa part, Pierre Grimal estime possible, même s'il n'y a pas de certitude, que Tacite ait été sur le front du Rhin lors de son service comme tribun laticlave, jusqu'en 77, ce qui expliquerait son intérêt pour les peuples germains.

## Éditions et interprétations historiques
L'ouvrage n'intéresse ni l'Antiquité tardive ni le Moyen Âge et n'est transmis que par un manuscrit du Ve siècle et une copie du VIIIe siècle tous les deux perdus. Le codex Hersfeldensis trouvé à l'abbaye d'Hersfeld est transféré à la Bibliothèque apostolique vaticane entre 1451 et 1455. Ce manuscrit est aujourd'hui perdu. Le plus ancien manuscrit parvenu jusqu'à nos jours date probablement de 1464
La première édition date de 1472 à Bologne suivie par une édition allemande en 1473, puis de cinq rééditions jusqu'en 1509 en Allemagne. L'ouvrage est édité en 1500 par l'humaniste Konrad Celtis. Il donne lieu à de nombreux commentaires et connaît un grand retentissement en 1527 lors du sac de Rome. Selon Patrick Voisin, il participe alors du sentiment de « germanité » qui, pour la première fois, se forme en Allemagne face à la Renaissance italienne.
Les louanges de Tacite quant aux qualités morales des Germains ont rendu l'ouvrage populaire en Allemagne - particulièrement chez les nationalistes et les romantiques allemands - dès le XVIe siècle.

## Réception historique moderne
Tacite nous renseigne sur les noms des peuples avec lequel Rome est entrée en contact même si des recherches actuelles ont montré que certaines de ses allégations sont fausses. De plus, les historiens se demandent si les nations qu'il cite sont bien germaniques dans le sens où elles auraient parlé une langue germanique. Certains de ces peuples, comme les Bataves, auraient été celtes.
Sa description de la déesse nordique Nerthus a été à l'origine de nombreuses spéculations parmi les chercheurs en mythologies nordique, germanique et indo-européenne. C'est en effet la seule source écrite sur la mythologie scandinave avant les Eddas qui datent du XIIIe siècle et les religions décrites par ces deux ouvrages ne se ressemblent guère[réf. nécessaire].

### Traductions en français
- Consulter la liste des éditions de cette œuvre
- Pierre Grimal (trad. et ed.), Tacite, œuvres complètes, Gallimard, coll. « Bibliothèque de la Pléiade » (no 361), Paris, 1990  (ISBN 2070111768)
- Patrick Voisin (trad. annoté et présenté), La Germanie, Paris, Arléa, 2009

### Monographies
- (de) Allan. A. Lund, Germanenideologie im National-sozialismus. Zur Rezeption der 'Germania' des Tacitus im 'Dritten Reich', Heidelberg, Winter, 1995, 181 p., ill.
- (de) Rudolf Much, Die Germania des Tacitus. 3., nouvelle édition avec la collaboration de Herbert Jankuhn, édité par Wolfgang Lange. Carl Winter, Heidelberg 1967.
- (de)  Günter Neumann, Henning Seemann (ed.): Beiträge zum Verständnis der Germania des Tacitus, Teil 2. Bericht über die Kolloquien der Kommission für die Altertumskunde Nord- und Mitteleuropas im Jahr 1986 und 1987. Göttingen 1992,  (ISBN 3-525-82482-3)
- Jacques Ridé (3 vol), L'image du Germain dans la pensée et la littérature allemandes de la redécouverte de Tacite à la fin du XVIe siècle : Contribution à l'étude de la genèse d'un mythe, Lille, 1977.
- (en) Sir Ronald Syme, Tacitus, volume 1, Clarendon Press, Oxford, 1958